# Чуваєв Олег Сергійович
Олег Сергійович Чуваєв (25 жовтня 1987, Кременчук, Полтавська область, УРСР, СРСР) — український футболіст, воротар.

## Біографія
Перший тренер — Григорій Чичиков. У чемпіонаті ДЮФЛ виступав за УФК-2 (Дніпропетровськ), ДЮСШ ім. І. Горпинка (Полтава), «Молодь» (Полтава).
Ще в шкільному віці опинився в заявці професійної команди — друголігової «Ворскли-2», за яку виступав до літа 2005 року, поки клуб не було розформовано. Після того став залучатись до матчів першості дублерів, за яких до кінця 2010 року провів 94 матчі. Крім того неодноразово включався до заявки основної команди, проте в Прем'єр-лізі так і не дебютував.
Другу половину сезону 2010/11 провів на правах оренди в друголіговому «Кремені», проте і там закріпитись не зумів.
Протягом 2012 року виступав за першоліговий МФК «Миколаїв». За цей час Олег провів за основну команду 31 матч, пропустив 36 м'ячів, отримав 1 попередження. Влітку допоміг «Миколаєву» залишитись у першій лізі, завдяки перемозі в плей-оф над краматорським «Авангардом» (4:3). За підсумками 2012 року був визнаний найкращим футболістом Миколаївської області.
9 січня 2013 року підписав контракт на 2,5 роки з першоліговим «Севастополем», в якому в першому ж сезоні провів 5 матчів і допоміг клубу зайняти перше місце і вийти в Прем'єр-лігу. 31 серпня 2013 року в домашньому матчі проти львівських «Карпат» відбувся дебют Чуваєва в Прем'єр-лізі.
31 серпня 2014 року, після розформування «Севастополя», перейшов на правах вільного агента в російський футбольний клуб «Том», що виступав у першості ФНЛ.

### Збірна
2005 року провів 10 матчів у складі збірних України віком до 18 та 19 років.

## Досягнення
- Переможець Першої ліги чемпіонату України: 2012/13